# 吳陽 (閩越)
吳陽（？—？），西汉时期人物。他原为闽越的「越衍侯」，后失去爵位，留居漢朝。漢武帝元鼎六年（前111年），東越王余善公开反漢，自立為「武帝」。漢武帝派吳陽回闽越劝诫余善，但余善不听。等到横海将军韩说的部队到达闽越，吳陽发动本邑700人，在汉阳攻打东越军，又与繇王居股、建成侯敖合谋，殺死余善，舉國投降西漢。汉朝封吳陽为北石侯（一说卯石侯）。

## 史料註釋
1. ↑  司馬遷《史記》，卷114，〈東越列傳〉：「故越衍侯吳陽前在漢，漢使歸諭餘善，餘善弗聽。及橫海將軍先至，越衍侯吳陽以其邑七百人反，攻越軍於漢陽。從建成侯敖，與其率，從繇王居股謀曰：「餘善首惡，劫守吾屬。今漢兵至，眾彊，計殺餘善，自歸諸將，儻幸得脫。」乃遂俱殺餘善，以其眾降橫海將軍。」